# Dirphya obereoides
Dirphya obereoides är en skalbaggsart. Dirphya obereoides ingår i släktet Dirphya och familjen långhorningar.

## Underarter
Arten delas in i följande underarter:
- D. o. obereoides
- D. o. zambicola